# 第2回ボストン映画批評家協会賞
2nd BSFC Awards

1982年1月29日

作品賞: 

ピショット
第2回ボストン映画批評家協会賞（だい2かいボストンえいがひひょうかきょうかいしょう）は1981年の映画を対象としたもので、1982年1月29日に発表された。

## 受賞一覧

### 作品賞
- 『ピショット』 (エクトール・バベンコ監督)

### 監督賞
- スティーヴン・スピルバーグ - 『レイダース/失われたアーク《聖櫃》』

### 主演男優賞
- バート・ランカスター - 『アトランティック・シティ』

### 主演女優賞
- マリリア・ペーラ - 『ピショット』

### 助演男優賞
- ジャック・ニコルソン - 『レッズ』

### 助演女優賞
- モナ・ウォッシュボーン - 『スティービー』

### 脚本賞
- アンドレ・グレゴリー、ウォーレス・ショーン - My Dinner with Andre

### 撮影賞
- ゴードン・ウィリス - 『ペニーズ・フロム・ヘブン』

### ドキュメンタリー映画賞
- Diaries

### 外国語映画賞
- Taxi zum Klo  ドイツ
- Beau-père  フランス

### インディペンデント映画賞
- Gal Young Un

### アメリカ映画賞
- My Dinner with Andre